# Gignac-la-Nerthe
Gignac-la-Nerthe é uma comuna francesa na região administrativa da Provença-Alpes-Costa Azul, no departamento de Bouches-du-Rhône. Estende-se por uma área de 8,64 km². Em 2010 a comuna tinha 9 693 habitantes (densidade: 1 121,9 hab./km²).